# Schlacht um Ostpommern
1941: Białystok-Minsk – Dubno-Luzk-Riwne – Smolensk – Uman – Kiew – Odessa – Leningrader Blockade – Wjasma-Brjansk – Charkow – Rostow – Moskau – Tula

1942: Rschew – Charkow – Ljuban/Wolchow – Kertsch/Sewastopol – Fall Blau – Kaukasus – Stalingrad – Operation Mars

1943: Woronesch-Charkow – Operation Iskra – Nordkaukasus – Charkow – Kursk – Orjol – Donez-Mius – Donbass – Belgorod-Charkow – Smolensk – Dnepr – Kiew

1944: Dnepr-Karpaten – Leningrad-Nowgorod – Krim – Wyborg–Petrosawodsk – Operation Bagration – Lwiw-Sandomierz – Jassy–Kischinew – Belgrad – Petsamo-Kirkenes – Baltikum – Karpaten – Ungarn

1945: Kurland  – Weichsel-Oder – Ostpreußen – Westkarpaten – Niederschlesien – Ostpommern – Plattensee – Oberschlesien – Wien – Oder – Berlin – Prag
Die Schlacht um Ostpommern 1945 (russisch Восточно-Померанская операция) fand während des Zweiten Weltkrieges vom 10. Februar bis zum 4. April 1945 in Hinterpommern statt, das damals Teil des Deutschen Reiches war.

## Vorgeschichte

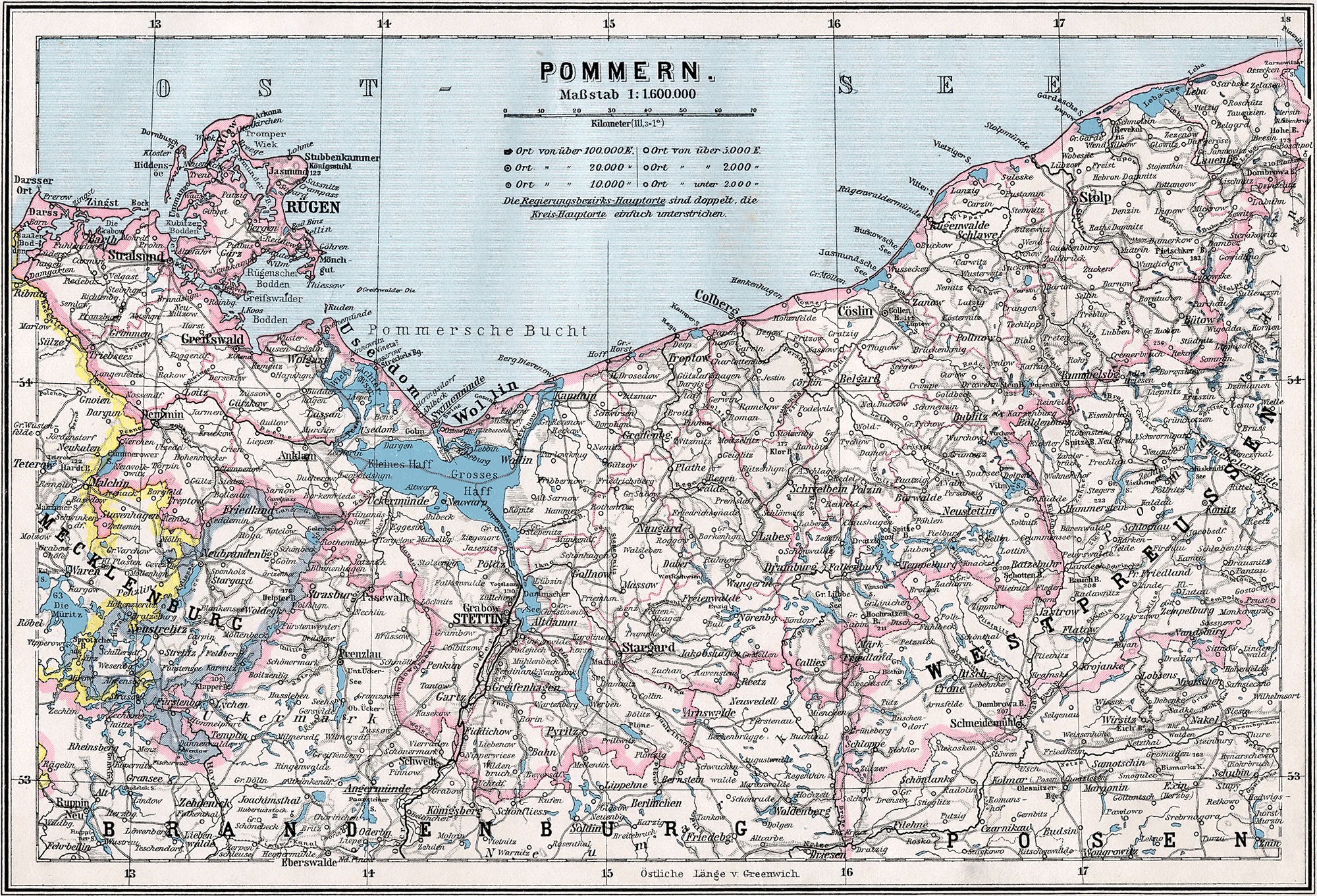
Übersichtskarte von Pommern

Die Armeen der 2. Weißrussischen Front unter Marschall der Sowjetunion Konstantin Rokossowski waren während der Mlawa-Elbinger Operation Ende Januar 1945 bei Tolkemit zur Ostsee durchgebrochen und hatten damit Ostpreußen vom deutschen Reichsgebiet abgeschnitten, gleichzeitig wurde die Stadt Elbing umschlossen. Der Einsatz von Verstärkungen aus dem Kurlandkessel hatte den Aufbau einer neuen deutschen Front am westlichen Ufer der Nogat ermöglicht, die sich weiter von Graudenz über Zempelburg und Märkisch Friedland bis nach Stargard erstreckte. Am östlichen Teil der Pommernstellung hatten sowjetische Kräfte große Einbrüche an der Front der deutschen 2. Armee erzielt, die bis zum 11. Februar kritisch wurden.
Infolge der erfolgreichen Weichsel-Oder-Operation hatte auch die 1. Weißrussische Front unter Marschall Schukow Anfang Februar 1945 Brückenköpfe am westlichen Ufer der Oder errichtet und stand etwa 60 Kilometer vor Berlin. Das Oberkommando der Wehrmacht begann mit der Verlegung von Teilen der neu aufgestellten Heeresgruppe Weichsel unter Reichsführer SS Heinrich Himmler nach Ostpommern. Damit sollte die rechte Flanke der 1. Weißrussischen Front gebunden und die Gefahr für Berlin abgewendet werden. Die deutsche Heeresgruppe umfasste die 2., 9. und 11. Armee und insgesamt bis zu 26 Divisionen (davon vier Panzerdivisionen). Das sowjetische Oberkommando Stawka befahl der 2. Weißrussischen Front, die Pommernstellung anzugreifen und die gegnerischen Truppen der 2. Armee zu zerschlagen.

## Erste Etappe

### Sowjetischer Angriff
Am 10. Februar begann der Angriff Rokossowskis. In zehn Tagen erbitterter Kämpfe gelang der Roten Armee nur ein verhältnismäßig begrenzter Einbruch von 40 bis 60 Kilometern in die deutschen Verteidigungslinien. Das seit Ende Januar eingeschlossene Schneidemühl musste am 14. Februar kapitulieren. Die deutsche 32. Infanterie-Division musste in mehrtägigen Kämpfen von Firchau auf Schlochau zurückweichen, in wechselvollen Kämpfen fiel Deutsch-Briesen am 16. Februar in sowjetische Hände.

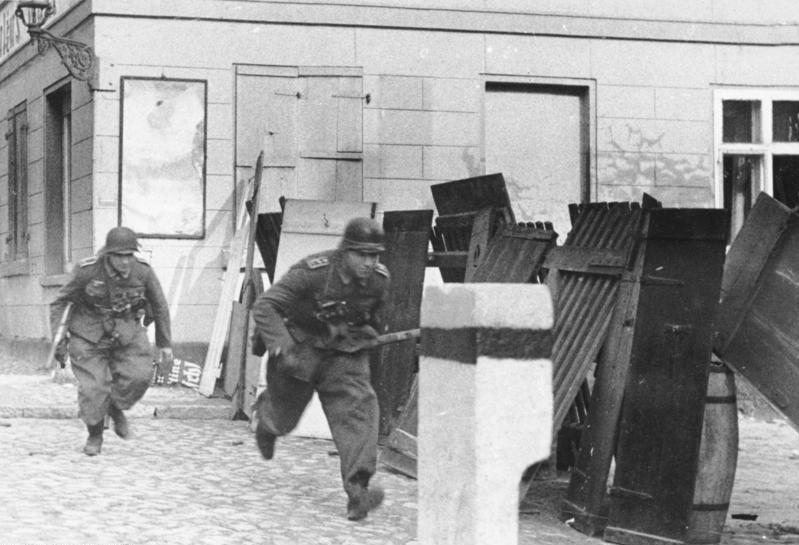
Deutsche Infanteriesoldaten bei Straßenkämpfen in Wollin, März 1945

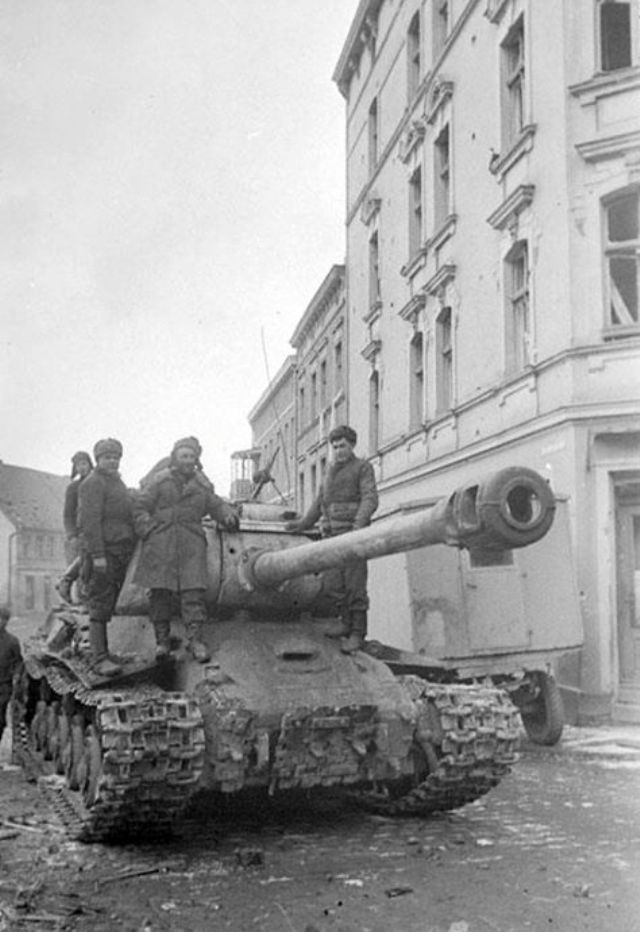
Sowjetischer Panzer IS-2 in Stargard bei Stettin am 19. März 1945

Es wurde schnell ersichtlich, dass die Kräfte der 2. Weißrussischen Front nicht ausreichten, um einen Erfolg der Operation, nämlich die Zerschlagung der deutschen Verbände in Ostpommern, zu garantieren. Die Stawka befahl daraufhin das Eingreifen der 1. Weißrussischen Front in die Kämpfe. Marschall Schukow erkannte frühzeitig deutsche Truppenkonzentrationen im Raum Stettin. Der rechte Flügel der 1. Weißrussischen Front wurde durch die 1. Gardepanzerarmee verstärkt und zusätzlich die 47. Armee sowie die 3. Stoßarmee als Reserve bereitgestellt.

### Deutscher Gegenangriff
Am 15. Februar erfolgte mit dem Unternehmen Sonnenwende der erwartete deutsche Gegenangriff, der anfangs mit drei, ab 16. Februar mit sechs Divisionen geführt wurde. Die 11. SS-Panzerarmee unter dem SS-General Felix Steiner führte die Offensive auf etwa 45 Kilometer Breite nach Süden, von Norden aus dem Raum Stargard sollte zunächst der Durchbruch nach Süden erfolgen, in der zweiten Phase wurde von Nordosten her die Aufhebung der Belagerung von Küstrin angestrebt.
- Am rechten Flügel wurde das XXXIX. Panzerkorps unter Generalleutnant Karl Decker aus dem Raum Stargard in südwärtige Richtung angesetzt, um auf Dölitz durchzubrechen. Unterstellt waren 10. SS-Panzer-Division „Frundsberg“, Panzer-Division Holstein, 4. SS-Polizei-Panzergrenadier-Division und 28. SS-Panzergrenadier-Division.

- Im Zentrum sollte das III. (germanisches) SS-Panzerkorps unter Generalleutnant Martin Unrein aus der Linie Jakobshagen-Zachan angreifen und versuchen das belagerte Arnswalde zu entsetzen. Zugeteilt waren die 11. und 23. SS-Panzergrenadier-Division, 27. SS-Grenadier-Division und Führer-Begleit-Division.

- Am linken Flügel deckte das X. SS-Armeekorps unter Generalleutnant Günther Krappe, das parallel zum III. Panzerkorps auf Landsberg vorstoßen sollte. Zugeteilt waren die 163. und 281. Infanterie-Division sowie Führer-Grenadier-Division und 104. Panzer-Jagd-Brigade.[2]

Die 11. SS-Division „Nederland“ eröffnete am 15. Februar den Angriff; den Überraschungseffekt nutzend, gelang der Entsatz der deutschen Garnison in Arnswalde. Die sowjetische 47. Armee wurde innerhalb von drei Tagen acht bis zwölf Kilometer zurückgeworfen. Schukow führte dagegen am 19. Februar auch die 61. Armee sowie das 7. Garde-Kavallerie-Korps in die Kämpfe ein. Den drei Schützenkorps der sowjetischen 61. Armee (General Below) gelang es in harten Kämpfen Arnswalde zurückzuerobern. Wegen pausenloser deutscher Gegenangriffe wurden aber von den beiden Panzerarmeen kaum weitere Fortschritte gemacht, zwecks Umgruppierung befahl Marschall Schukow vorerst den Angriff abzubrechen.
Die an der Grenze Westpreußens abgeschnittene deutsche 83. Infanterie-Division begann am 17. Februar den Ausbruch aus dem Kessel von Graudenz, dabei wurde das Grenadier-Regiment 257 völlig vernichtet.

## Zweite Etappe
Am 24. Februar rückten die beiden sowjetischen Fronten vor: die 2. Weißrussische in Richtung Köslin und die 1. Weißrussische in Richtung Kolberg.
Bis zum 28. Februar war beiderseits Neustettin eine breite Frontlücke aufgerissen, durch welche sowjetische Truppen nach Norden auf Bublitz strömten. Bereits am 1. März waren die Sowjets östlich von Köslin abermals zur Ostsee durchgedrungen. Am 3. März erreichte die unter Schukow stehende polnische 1. Armee unter General Poplawski bei Kolberg die Küste der Ostsee. Erfolgreich griffen auch die Truppen der 2. Garde-Panzerarmee des Generals S. I. Bogdanow in die Kämpfe bei Stargard ein, das 9. Panzerkorps erreichte am 5. März die Ostseeküste und besetzte Kammin. Teile des an der Küste vorstoßenden 8. Garde-mechanischen Korps (General Dremow) brachen am 5. März den Widerstand der deutschen Truppen und eroberten Belgard und Köslin.
Bis zum 5. März wurden die deutschen Verbände in zwei Teile zerschnitten; die Rote Armee erreichte die Ostsee. Die Landkreise Rummelsburg, Bütow, Schlawe und Lauenburg waren abgeschnitten, große Teile der Zivilbevölkerung befanden sich noch immer in ihren Heimatorten. Deren Fluchtweg nach Westen war jetzt verlegt und nur mehr über Danzig, Gdingen (Gotenhafen) und Stolpmünde offen. 

### Schlusskämpfe bei Altdamm und an der Danziger Bucht
Im Westen begann die 47. Armee und die 3. Stoßarmee den von der deutschen 3. Panzerarmee gehaltenen Brückenkopf von Altdamm zu umfassen, der sich auf 80 Kilometer zwischen Greifenhagen und Gollnow erstreckte. Die angegriffene deutsche Korpsgruppe des Generals von Tettau konnte sich bis 9. März mit 16.000 Mann und etwa 40.000 Flüchtlinge über Schivelbein nach Norden zu den Seebädern Hoff und Horst durchschlagen. Sich entlang der Küste weiter bis Dievenow zurückkämpfend, konnte sich die Gruppe Tettau am 11. und 12. März mit Hilfe der Kriegsmarine über See zur Insel Wollin absetzen.
Am 5. März drangen die Sowjets in Bütow ein, am 8. März besetzten sie Stolpmünde. Am 8. März wurde die 1. Garde-Panzerarmee vorübergehend der Front Rokossowskis zugeteilt,
Teile des 3. Garde-Panzerkorps und das 132. Schützenkorps der 19. Armee (General Koslow) besetzten gemeinsam die Stadt Stolp. Um den Vormarsch der Truppen zu beschleunigen, befahl Marschall Rokossowski auch das 8. und 1. Garde-Panzerkorps einzuführen, um mit dieser starken Panzermacht direkt auf Danzig durchzubrechen. Das 3. Garde-Panzerkorps sollte dabei auf Gdynia angesetzt werden. Die Truppen des 1. Garde-Panzerkorps sollte die 19. Armee überholen und spätestens am 12. März die Küste der Danziger Bucht erreichen. Die Truppen der 2. Stoßarmee sollten von Süden her auf Danzig vorrücken.
Bis zum 10. März kontrollierten die Truppen der 1. Weißrussischen Front die Ostseeküste von Kolberg bis zur Odermündung, an diesem Tag besetzten sowjetische Truppen Łeba und Lębork.
Die Truppen der deutschen 2. Armee, die im Danziger Raum standen, traten am 12. März unter den Oberbefehl des Generals von Saucken, weil Generaloberst Weiß das Kommando der übergeordneten Heeresgruppe Nord übernahm. Am 18. März fiel auch das belagerte Kolberg in polnische Hand. Dort wiederholten an diesem Tag (sowjetisch kommandierte) polnische Truppen die „Vermählung mit dem Meer“, mit der der neugegründete polnische Staat sich 1920 symbolisch seinen Zugang zur See wiederangeeignet hatte.

Küste Ostpommerns mit Halbinsel Hela und Danziger Bucht

Am 19. März wurden die Reste des deutschen XXIII., XXVII. Armee-Korps, sowie das XXXXVI. Panzer-Korps im Raum Danzig, beziehungsweise das XVIII. Gebirgskorps auf der Frischen Nehrung und im Raum Stutthof abgedrängt. Am 21. März gelang der sowjetischen 70. Armee nördlich Zoppot bei Klein Katz die Stellungen des VII. Panzerkorps zu durchbrechen und die Küste zu erreichen. Dadurch wurde Gotenhafen von Danzig abgeschnitten und eingekesselt, das dazwischen liegende Zoppot fiel am 23. März in sowjetische Hand.
Im Westen konnte bis zum 21. März der deutsche Brückenkopf von Altdamm von den Sowjets beseitigt werden. Die deutsche 3. Panzerarmee, die seit 10. März dem Oberbefehl von General von Manteuffel unterstand, verlor dabei 12.000 Soldaten, 126 Panzer sowie 354 Geschütze und Granatwerfer und musste sich auf das westliche Ufer der Oder zurückziehen.
Am 28. März nahm die Rote Armee Gotenhafen (9.000 deutsche Kriegsgefangene) und am 30. März Danzig (10.000 deutsche Kriegsgefangene) ein. Die Reste der deutschen 2. Armee wurden bis zum 4. April zerschlagen. Die nordwestlich von Danzig auf der Oxhöfter Kämpe und auf der Halbinsel Hel sowie die bei Stutthof stehenden deutschen Verbände leisteten noch bis zum 9. April 1945 anhaltenden Widerstand.

## Sowjetische Truppengliederung

### 2. Weißrussische Front
- 4. Luftarmee, Generaloberst Konstantin Andrejewitsch Werschinin

2. Stoßarmee, Generalleutnant Iwan Fedjuninski
- 98. Schützenkorps, Generalleutnant Georgi Iwanowitsch Anissimow
- 108. Schützenkorps, Generalleutnant Vitali Polenow
- 116. Schützenkorps, Generalmajor Fjodor Kusmitsch Fetissow

65. Armee, Generaloberst Pawel Batow
- 18. Schützenkorps, Generalmajor Nikita Jemeljanowitsch Tschuwakow
- 46. Schützenkorps, Generalleutnant Konstantin Maximowitsch Erastow
- 105. Schützenkorps, Generalleutnant Dmitri Fjodorowitsch Alexejew

49. Armee, Generalleutnant Iwan Grischin
- 70. Schützenkorps, Generalleutnant Wassili Grigorjewitsch Terentjew
- 121. Schützenkorps, Generalmajor Dmitri Iwanowitsch Smirnow

70. Armee, Generaloberst Wassili Stepanowitsch Popow
- 47. Schützenkorps, Generalleutnant Michail Iwanowitsch Dratwin
- 96. Schützenkorps, Generalleutnant Jakow Dschangirowitsch Tschapyshew
- 114. Schützenkorps, Generalleutnant Dmitri Iwanowitsch Rjabyschew

19. Armee Generalleutnant Georgi Kirillowitsch Koslow
- 40. Garde-Schützenkorps, Generalleutnant Semjon Petrowitsch Mikulski
- 132. Schützenkorps, Generalmajor Fedor Fedorowitsch Korotkow
- 134. Schützenkorps, Generalmajor Konstantin Fedorowitsch Skorobogatkin

Fronttruppen 
- 2. Garde-Kavalleriekorps, Generalleutnant Wladimir Krjukow
- 3. Garde-Kavalleriekorps, Generalleutnant Nikolai Sergejewitsch Oslikowski
- 7. Garde-Kavalleriekorps, General Michail Petrowitsch Konstantinow

### 1. Weißrussische Front
- 1. Polnische Armee, Divisionsgeneral Stanisław Popławski

- 16. Luftarmee Generaloberst Sergei Ignatjewitsch Rudenko

1. Gardepanzerarmee, Generaloberst Michail Jefimowitsch Katukow
- 8. Garde Mechanisches Korps, Generalmajor Iwan Fjodorowitsch Drjomow
- 11. Garde-Panzerkorps, Oberst Hamasasp Chatschaturowitsch Babadschanjan
- 3. Garde-Panzerkorps, Generalleutnant Alexei Pawlowitsch Panfilow

2. Garde-Panzerarmee, Generaloberst Semjon Iljitsch Bogdanow
- 9. Panzerkorps, Generalmajor Nikolai Denissowitsch Wedenejew
- 12. Garde-Panzerkorps, Generalmajor Nikolai Matwejewitsch Teljakow
- 1. mechanisches Korps, Generalmajor Alexander Nikolajewitsch Firsowitsch

3. Stoßarmee, Generalleutnant Nikolai Pawlowitsch Simonjak
- 12. Garde-Schützenkorps, Generalleutnant Stepan Michailowitsch Bunkow
- 7. Schützenkorps, Generalmajor Wladimir Afanasjewitsch Tschristow
- 79. Schützenkorps, Generalmajor Semjon Nikiforowitsch Perewjortkin

61. Armee Generaloberst Pawel Alexejewitsch Below
- 9. Garde-Schützenkorps Generalleutnant Grigori Alexejewitsch Chaljusin
- 80. Schützenkorps Generalmajor Viktor Antonowitsch Werschbitzki
- 89. Schützenkorps Generalmajor Michail Alexandrowitsch Sijazow

47. Armee Generalmajor Franz Josifowitsch Perchorowitsch
- 77. Schützenkorps Generalmajor Wiktor Genrichowitsch Posnjak
- 125. Schützenkorps Generalmajor Andrei Matwejewitsch Andrejew
- 129. Schützenkorps Generalmajor Michail Borisowitsch Anaschkin

## Folgen
Die Rote Armee beschreibt ihre Erfolge selbst so: Sie stieß auf einer 460 Kilometer breiten Front 130 bis 150 Kilometer nach Westen vor und zerschlug 20 Divisionen und acht Brigaden der Wehrmacht (6 Divisionen und 3 Brigaden vollständig). 100.000 deutsche Soldaten seien in sowjetische Kriegsgefangenschaft geraten; 680 Panzer, 3.470 Geschütze, 431 Flugzeuge und 277 Schiffe der Wehrmacht wurden alleine von der 2. Weißrussischen Front erbeutet. Gegenüber solchen von der Roten Armee gemachten Angaben über die Höhe der gegnerischen Verluste ist aber grundsätzlich Vorsicht angebracht.
Die sowjetischen Verluste betrugen, ebenfalls nach eigenen Angaben, 226.000 Soldaten (davon 53.000 Tote und Vermisste); die Verluste der polnischen Einheiten beliefen sich demnach auf 8.668 Soldaten (davon 2.575 Tote und Vermisste). Zudem habe die Rote Armee in den Kämpfen in Ostpommern 1.027 Panzer, 1.005 Geschütze und 1.073 Flugzeuge verloren.
Die Angst der deutschen Bevölkerung in den eroberten Gebieten vor sowjetischer Besetzung und vor der „Rache der Eroberer“ führte zu einer Massenflucht der deutschen und kaschubischen Bevölkerung Richtung Westen; sie konnten nach Kriegsende nicht zurückkehren und wurden Heimatvertriebene.